# 이시와타리 다이스케

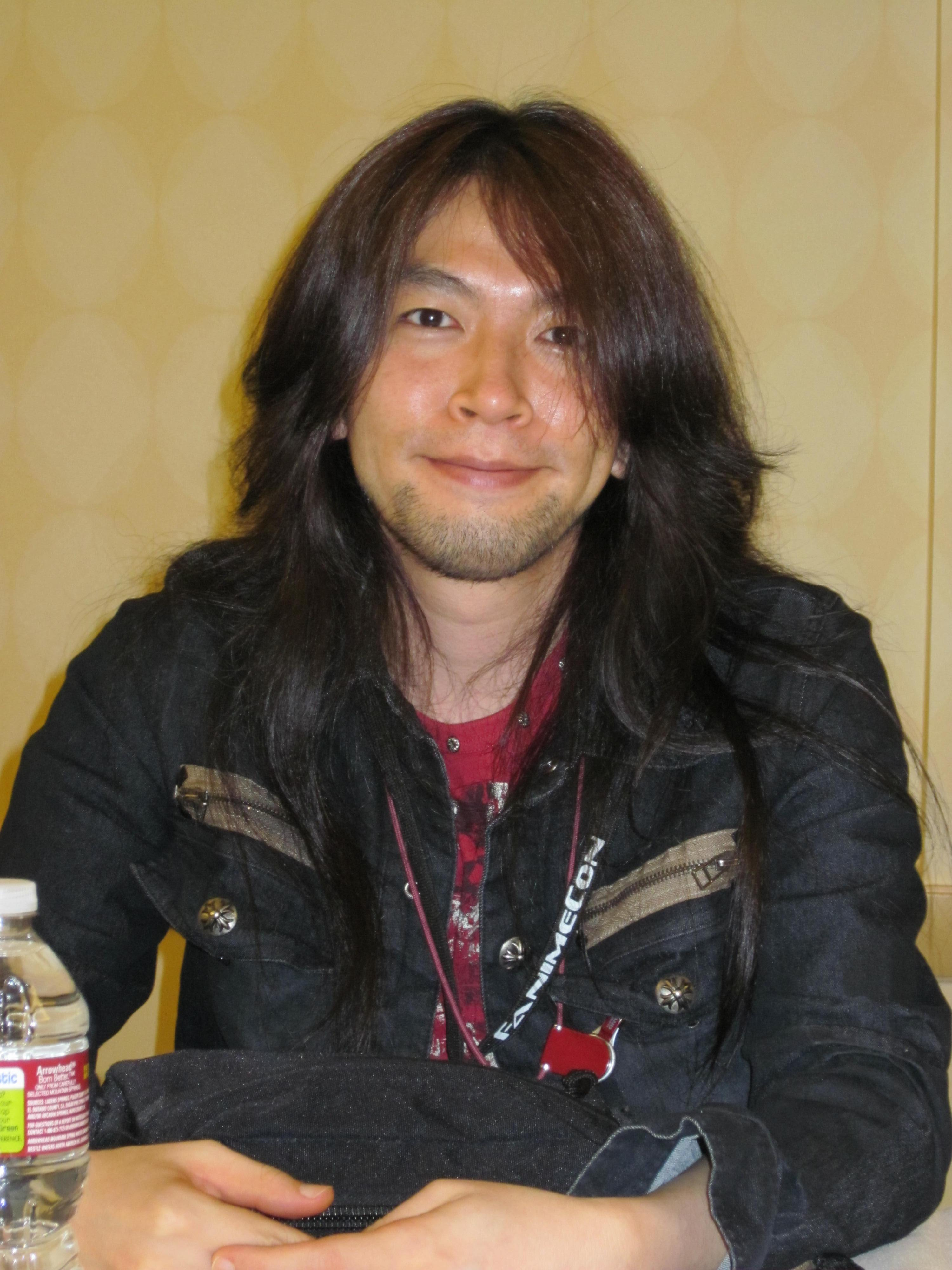
FanimeCon 2010에서의 다이스케

이시와타리 다이스케(石渡 太輔, 1973년 8월 14일~)은 아크시스템웍스 소속의 컴퓨터 게임 개발자, 캐릭터 디자이너 겸 음악가이다. 남아프리카 공화국 요하네스버그 출신이다. 어뮤즈먼트 미디어 종합학원 게임크리에이터 학과를 졸업하였다.

## 인물
사미에서 발매한 대인기 게임,『길티 기어 시리즈』의 아버지로 유명하다. 메인 일러스트나 BGM, 주인공 솔 배드가이와 성기사단 솔(동일인물）의 목소리 담당 등(같은 시리즈의 드라마 CD나 사운드 트랙 재킷의 제작에도 참여) 게임 전면에 관여하였다.
록 음악을 좋아하는 터라, 록 밴드의 이름이나 곡 이름을『길티 기어 시리즈』의 캐릭터나 작중 고유명사의 이름에 쓰이기도 한다. 시리즈의 아케이드 버전에만 관여하고, 가정용 버전의 제작에는 관여하지 않는다(인터뷰 중에「가정용 버전에는 흥미가 없네요.」라 발언한 바 있다).
2007년 8월에는 『이소야마 사야카의 주간 사각사각(イソッチの週刊シャキシャキ...인데 잘 모르겠습니다. 라디오 방송인듯?)』에, 11월 22일에는 『임프레스 TV』에, 게스트로 출연한 적이 있다.

## 작품
- 길티 기어 시리즈(일러스트, 설정, BGM등）
- 삼국지대전DS(DS오리지널판 마대의 디자인）
- 디멘션 제로(카드 일러스트）
- 블레이 블루(사운드 디렉터）
- 콘트라(디자인,BGM)

## 출연

### 게임
- 길티 기어시리즈(솔 배드가이 / 성기사단 솔）
- 배틀 판타지아(프리드）

### 라디오
- 카페 드 아크
- 길티기어의 웹 라디오일지도 몰라
- 이소야마 사야카의 주간 사각사각(게스트 출연）
- 임프레스TV(게스트 출연）
- 블루라지(제 3회 블루라지 게스트 출연）
- 속・블루라지(제 12회 블루라지 게스트 출연）